# Китайско-малийские отношения
Китайско-малийские отношения — двусторонние дипломатические отношения между Китаем и Мали, установленные 25 октября 1960 года В 2019 году двусторонний товарооборот между Китаем и Мали составил 600 млн долларов. В 2019 году экспорт Китая в Мали составил 440 млн долларов.

## История
Дипломатические отношения между Китаем и Мали были установлены 25 октября 1960 года. В январе 1964 года Чжоу Эньлай и Чен И посетили Мали. В ноябре 1964 года М. Кейта посетил Китай. В 1973 году М. Траоре посетил Китай. В 1981 году М. Траоре посетил Китай. В 1986 году М. Траоре посетил Китай. В 1989 году М. Траоре посетил Китай.

## Экономические отношения
В 2019 году двусторонний товарооборот между Китаем и Мали составил 600 млн долларов. В 2019 году экспорт Китая в Мали составил 440 млн долларов. В 2019 году экспорт Мали в Китай составил 160 млн долларов. В 2001 году Китай списал Мали долг на сумму в 429 млн долларов. В 2000—2017 годах Китай дал Мали в долг 981 млн долларов.

## Военное сотрудничество
На конец 2020 года в Мали в составе войск ООН были размещены 426 китайских военнослужащих.